# 3847 Šindel
3847 Šindel este un asteroid din centura principală, descoperit pe 16 februarie 1982 de Antonín Mrkos.